# Cassytha
Este artigo é sobre um gênero na família Lauraceae. Não deve ser confundido com o gênero Cuscuta, em Convolvulaceae, que apresenta morfologia semelhante.
- Commons
- Wikispecies

Cassytha L. é um género botânico pertencente à família do louro, Lauraceae. Trata-se do único gênero nesta família que inclui espécies hemiparasitas. Dentre as diferentes espécies, somente Cassytha filiformis L., que possui distribuição pantropical, ocorre no Brasil. Seu nome comum é cipó-chumbo (nome que também é dado a espécies de Cuscuta). Assim como outras espécies da família, podem apresentar óleos essenciais aromáticos.

## Morfologia
São trepadeiras com folhas alternas escamiformes e, no geral, reduzidas. São monoicas, com as inflorescências podendo ser espigas, panículas ou racemos. Apesar do estado vegetativo ser muito divergente dos demais existentes na família, a morfologia floral do gênero evidencia sua posição em Lauraceae. São flores bissexuadas e trimeras, com 6 tépalas desiguais (externas menores que internas). As tépalas persistem após a geração do fruto, que possui hipanto expandido e carnoso. O ápice do fruto também possui um pequeno orifício.

### Parasitismo
O hábito parasita se evidencia pela presença de múltiplos haustórios, podendo até mesmo ocorrer autoparasitismo.

### Comparação comCuscuta
Apesar de ser semelhante a Cuscuta (gênero de trepadeiras parasitas em Convovulaceae), existem diferenças, sobretudo morfológicas, que permitem a distinção destes dois gêneros. A princípio, Cuscuta possui espécies holoparasitas, enquanto que Cassytha é estritamente hemiparasita. Apesar de ambas poderem ser glabras, Cassytha possui espécies com tricomas ao longo do caule, além das folhas escamiformes reduzidas deste gênero serem mais evidentes que aquelas em Cuscuta. Quanto à anatomia, Cassytha é capaz de produzir xilema secundário, deste modo podendo ter um diâmetro maior que Cuscuta, que ausenta crescimento secundário. Por fim, a morfologia floral difere muito entre estes dois grupos, sendo um dos principais fatores que determina a posição destes gêneros em famílias tão filogeneticamente distantes.

## Espécies
| - Cassytha aurea - Cassytha candida - Cassytha capillaris - Cassytha ciliolata - Cassytha flava - Cassytha glabella - Cassytha filiformis | - Cassytha melantha - Cassytha micrantha - Cassytha nodiflora - Cassytha pomiformis - Cassytha pubescens - Cassytha racemosa |

- Lista completa

## Classificação do gênero
| Sistema | Classificação                     | Referência               |
| ------- | --------------------------------- | ------------------------ |
| Linné   | Classe Triandria, ordem Monogynia | Species plantarum (1753) |